# Universidade Gadjah Mada
Universidade Gadjah Mada (Indonésio: Universitas Gadjah Mada, abreviada como UGM) é uma universidade pública localizada em Joguejacarta, na Indonésia. Fundada em 19 de dezembro de 1949, é uma das mais antigas e maiores instituições de ensino superior do país.
Quando a universidade foi estabelecida na década de 1940 sob o domínio holandês, foi a primeira faculdade de medicina aberta para indonésios nativos, num momento em que a educação nativa era frequentemente restrita.
Com 18 faculdades e 27 centros de pesquisa, a UGM oferece 68 licenciaturas, 23 bacharelados, 104 mestrados e especializações e 43 programas de doutorado. A universidade mantém um campus de 882 hectares com instalações que incluem um estádio e um centro de fitness.
A universidade tem o nome de Gajah Mada, um líder do século 14 do Império Majapait de Java.

## História
A UGM foi a primeira universidade pública na Indonésia, estabelecida como Universiteit Negeri Gadjah Mada (UNGM) quando a Indonésia ainda enfrentava ameaças da Holanda, que queria recuperar o controle da nação. Na época, a capital da Indonésia havia se mudado de Jacarta para Joguejacarta.
A UGM foi estabelecida através do Regulamento Governamental (PP) nº 23 de 1949, referente à incorporação de colégios para formar uma universidade. Embora os regulamentos tenham datado de 16 de dezembro, a inauguração da UGM ocorreu em 19 de dezembro, escolhida intencionalmente para coincidir com o aniversário da invasão holandesa da cidade de Joguejacarta, exatamente um ano antes em 19 de dezembro de 1948. A data intencional era para mostrar que um ano depois de a Holanda ter invadido a cidade, o governo tinha estabelecido lá uma universidade nacional.
Quando foi fundada, a UGM tinha seis faculdades: Medicina, Odontologia e Farmácia, Direito, Ciências Sociais e Políticas, Engenharia, Letras, Pedagogia e Filosofia, Agricultura e Medicina Veterinária.
De 1952 até 1972, a Faculdade de Direito, Ciências Sociais e Políticas foi dividida em duas faculdades: o ramo de Surabaya, a Faculdade de Direito, Ciências Sociais e Políticas; e a Faculdade de Educação e Formação de Professores, que foi integrado no IKIP Yogyakarta Yogyakarta (agora Universitas Negeri).
Durante os primeiros anos de resistência holandesa, a universidade ensinou literatura e direito nos edifícios e outras instalações pertencentes ao palácio do Sultão Hamengkubuwono IX, que ofereceu seu palácio para o uso da universidade. A UGM gradualmente estabeleceu um campus próprio em Bulaksumur, no lado norte de Joguejacarta.